# Ллин-Майр
Ллин-Майр (валл. Llyn Mair — «озеро Мэри») — пруд площадью 5,7 га в округе Гуинет Северного Уэльса. Расположен среди дубовых лесов национального парка Сноудония рядом с местной дорогой № B4410 — примерно на полпути от городка Маинтурог к деревне Рид (англ. Rhyd).
В полукилометре к северо-западу от пруда находится станция Фестиниогской железной дороги «Тан-и-Булх», а на таком же расстоянии к юго-востоку — учебный центр парка Сноудония, занимающий усадьбу с тем же именем — англ. Plas Tan-y-Bwlch.
Пруд был устроен в 1886 году владельцем усадьбы Вильямом Эдвардом Оукли (англ. William Edward Oakeley) ко дню рождения дочери Мэри, которой в тот год исполнилось 21. По другим данным сама Мэри Оукли была устроительницей водоёма, а её отец использовал пруд для получения электроэнергии, поставив в начале 1890-х годов генератор и подведя к нему воду посредством труб.